# Сибіл
Сибіл (англ. Sybil) — кішка, яка служила мишоловом в резиденції британських прем'єрів на Даунінг-стріт.
Сібіл займала пост Головного мишолова Резиденції Уряду Великої Британії з 2007 по 2008 рік.